# Lynchius nebulanastes
Espèce
Synonymes
- Phrynopus nebulanastes Cannatella, 1984
- Eleutherodactylus nebulanastes (Cannatella, 1984)

Statut de conservation UICN

 EN  : En danger
Lynchius nebulanastes est une espèce d'amphibiens de la famille des Craugastoridae.

## Répartition
Cette espèce est endémique de la province de Huancabamba dans la région de Piura au Pérou. Elle se rencontre à El Tambo entre 2 770 et 2 820 m d'altitude.

## Publication originale
- Cannatella, 1984 : Two new species of the leptodactylid frog genus Phrynopus, with comments on the phylogeny of the genus. Occasional Papers of the Museum of Natural History University of Kansas, no 113, p. 1-16 (texte intégral).